# Referendum costituzionale in Andorra del 1993
Il referendum costituzionale in Andorra si svolse il 14 marzo 1993. Redatta dai Coprincipi e dal Consiglio generale, la nuova costituzione fu approvata dal 74,19% dei votanti, con un'affluenza del 75,74%. Le prime elezioni sotto la nuova costituzione si sono svolte nel corso dell'anno.
L'approvazione del testo trasformò il principato in uno stato di diritto, lasciandosi alle spalle molti aspetti di un sistema feudale, equiparando Andorra al resto dei paesi europei e consacrando il catalano come unica lingua ufficiale del paese.

## Contesto
Dopo il Concilio Vaticano II, avvenuto nei primi anni 1960, fu proposto che la Chiesa non permettesse al Vescovo di Urgell di continuare con l'incarico di coprincipe episcopale in Andorra, perché il Concilio aveva avvertito che la Chiesa non doveva avere poteri temporali. In Andorra si temeva che potesse esserci un vuoto giuridico e istituzionale, senza uno dei due coprincipi.
Uno degli elementi cardine del processo costituente fu il Decreto del 1981, che diede forma a quella che popolarmente è conosciuta come "la riforma". Questo documento è stato la risposta alla relazione di riforma formulata dal Consiglio generale nel 1978 in cui, da un lato, si chiedeva ai coprincipi la volontà di Andorra di avanzare verso uno Stato e, dall'altro, si chiedeva anche al Principato di essere riconosciuto nel mondo internazionale anche come Stato. Dopo dieci anni si prese atto che nessuna delle due proposte aveva avuto riscontro. Di tutto ciò che era destinato a trasformare, la riforma fu efficace solo nella separazione dei poteri tra il potere esecutivo e il legislatore, con la creazione del governo dell'epoca, chiamato Consiglio esecutivo. Questo Esecutivo dell'epoca non aveva poteri in materia di sicurezza o di affari esteri e la barriera della rappresentanza dei coprincipi in queste materie divenne insostenibile per le autorità di Andorra.
La Costituzione venne redatta in una commissione tripartita formata dal Consiglio generale e dai coprincipi. Il 2 febbraio 1993 il Consiglio generale approvò all'unanimità la Magna Carta.

## Risultati
| Scelta                                  | voti  | %     |
| --------------------------------------- | ----- | ----- |
| Sì                                      | 4.903 | 74,19 |
| No                                      | 1.706 | 25,81 |
| Voti non validi/vuoti                   | 301   | –     |
| Totale                                  | 6.910 | 100   |
| Elettori registrati/affluenza alle urne | 9.123 | 75,74 |
| Fonte: Democrazia Diretta               |       |       |